# Take the ''A'' Train
Take the A Train è un album discografico della cantante jazz Betty Roché, pubblicato dall'etichetta discografica Bethlehem Records nell'agosto del 1956.

## Tracce
Lato A
1. Take the A Train – 3:13 (Billy Strayhorn)
2. Something to Live For – 4:04 (Duke Ellington, Billy Strayhorn)
3. In a Mellow Tone – 2:29 (Duke Ellington, Milt Gabler)
4. Time After Time – 3:05 (Jule Styne, Sammy Cahn)
5. Go Away Blues – 3:18 (Duke Ellington)
6. Can't Help Lovin' Dat Man – 3:42 (Oscar Hammerstein II, Jerome Kern)

Durata totale: 19:51
Lato B
1. Route 66 – 4:34 (Bobby Troup)
2. All My Life – 3:48 (Benny Davis, Harry Akst)
3. I Just Got the Message, Baby – 2:39 (Helen Carr)
4. All Too Soon – 4:07 (Carl Sigman, Duke Ellington)
5. You Don't Love Me No More – 3:17 (Duke Ellington)
6. September in the Rain – 3:50 (Harry Warren, Al Dubin)

Durata totale: 22:15
Edizione CD del 1994, pubblicato dalla Bethlehem Records (20-30142)
1. Take the A Train – 3:08 (Billy Strayhorn)
2. Something to Live For – 4:01 (Duke Ellington, Billy Strayhorn)
3. In a Mellow Tone – 2:27 (Duke Ellington, Milt Gabler)
4. Time After Time – 3:01 (Jule Styne, Sammy Cahn)
5. Go Away Blues – 3:14 (Duke Ellington)
6. Can't Help Lovin' That Man of Mine – 3:47 (Oscar Hammerstein II, Jerome Kern)
7. Route 66 – 4:32 (Bobby Troup)
8. All My Life – 3:46 (Benny Davis, Harry Akst)
9. I Just Got the Message, Baby – 2:36 (Helen Carr)
10. All Too Soon – 4:06 (Carl Sigman, Duke Ellington)
11. You Don't Love Me No More – 3:16 (Duke Ellington)
12. September in the Rain – 3:49 (Harry Warren, Al Dubin)
13. I Just Got the Message, Baby – 3:50 (Helen Carr) – Bonus Track - Alternate 3
14. I Just Got the Message, Baby – 3:01 (Helen Carr) – Bonus Track - Alternate 4

Durata totale: 48:34

## Musicisti
- Betty Roché - voce
- Eddie Costa - vibrafono
- Conte Candoli - tromba
- Donn Trenner - pianoforte
- Whitey Mitchell - contrabbasso
- Davey Williams - batteria